# 急速濾過

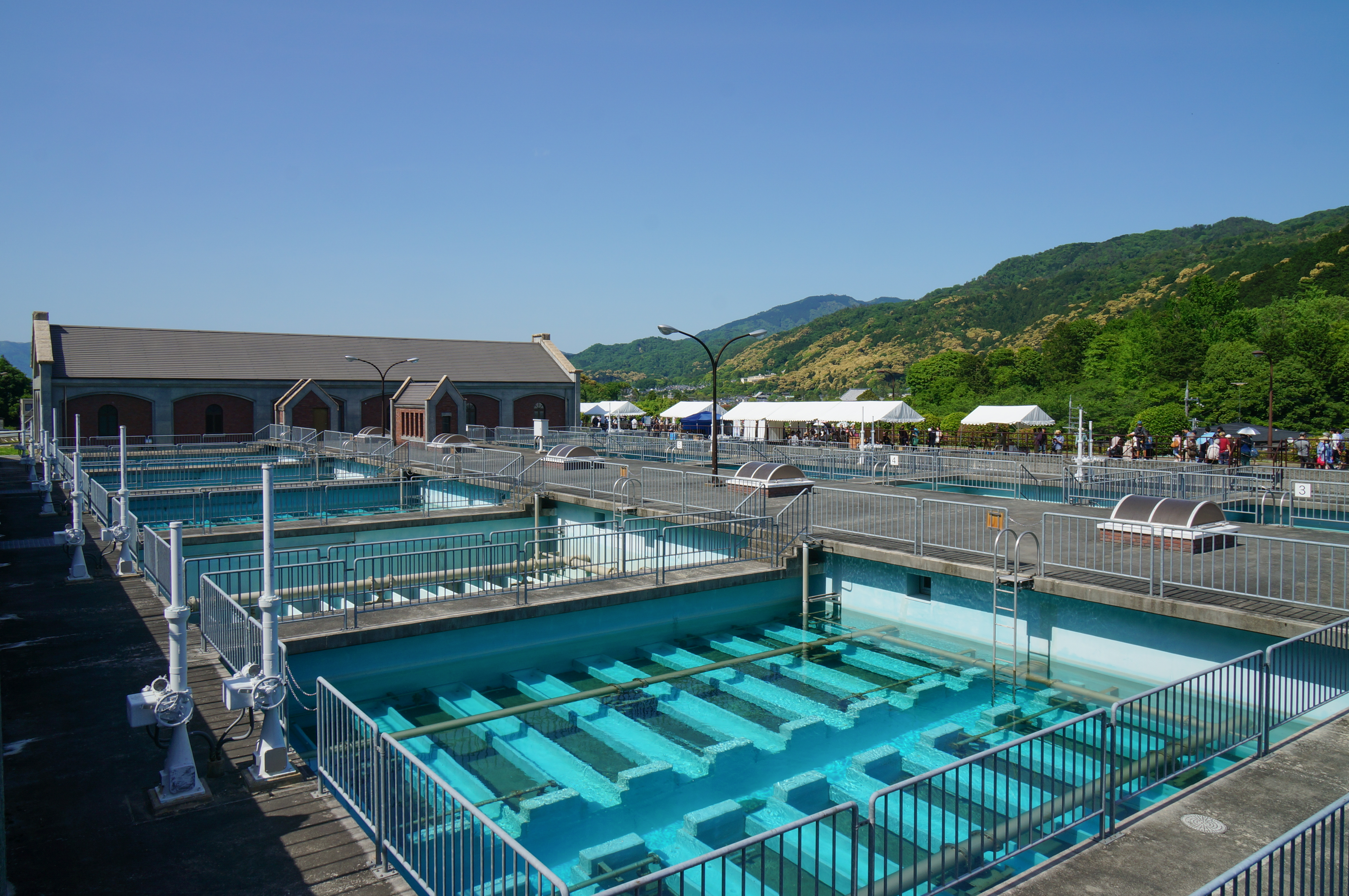
蹴上浄水場の急速濾過池（2003年稼働）。蹴上浄水場は日本初の急速濾過方式を採用した浄水場である。

急速濾過（きゅうそくろか、英語: rapid sand filter）は、都市部の水道水を供給するための浄水場で広く使われている多段階水質浄化システムの一部として濾過の方法である。急速濾過は1896年にアメリカで初めて使われ、緩速濾過と比べると必要な土地の面積が少ないため、1920年までには大きな都市浄水場で広く使われるようになった。

## 濾過方式

### 設計と運用
急速濾過は比較的粗い砂や砂利を使って水中の不純物を濾過する方法であり、濾過をする前に硫酸アルミニウムやポリ塩化アルミニウムなど凝集剤によって細かい粒子を凝集させ、フロックを形成させることで不純物を濾過しやすくする。水とフロックは濾過材の中を重力によってあるいはポンプの力で通る際に、フロックが砂の粒子の間に捕捉されることで濾過される。
濾過処理の前に、通常は混合、フロック形成、沈殿の処理がされる。凝集剤のような化学薬品が、濾過システムとともに使われる:7-9 。
濾過の後には、通常塩素やオゾンによる消毒処理がされる:9-11。

### 管理
急速濾過装置は頻繁に洗浄をする必要があり、通常は1日に数回水を逆方向に流す逆洗をする。逆洗では、濾過材が液状化するために、濾過材を流し去らないように注意が必要である。

## 利点と欠点
急速濾過は、大きな自治体の水処理システムの一部として典型的に使われ、複雑で高価なシステムであるため、小さな自治体や開発途上国には、先進国の大きな自治体と比べると適さない。

### 利点
- 緩速濾過と比べると流速がずっと大きい。1日に1平方メートルあたり約15～20万リットルである。
- 比較的設置面積が小さい。
- 濁度のような水の性質に影響されにくい。
- 濾過材としての砂の必要量が少ない。

### 欠点
- 緩速濾過と比べて、管理が大変である。
- 一般的に、味や香りの問題に対して効果がない。
- 大量のヘドロが廃棄物として生じる。
- 凝集剤を購入するための費用が継続的に必要とされる
- 本質的に、原水の化学薬品処理が必要とされる。
- 管理監督に高度な技術が必要とされる。
- 管理コストが高い。
- 細菌を取り除くことはできない。